# محمد في القرآن
محمد رسول الله ﷺ أسمه بالكامل محمد بن عبد الله بن عبد المطلب الهاشمي القرشي وكنيته أبو القاسم، ولد في 12 ربيع الأول عام 53 قبل الهجرة وتوفي في 12 ربيع الأول 11 هـ، وبحسب العقيدة الإسلامية هو خاتم الأنبياء والمرسلين، وقد أرسله الله للناس كافة، وهو أشرف الخلق وسيد البشر، وحديثه وحي منزه عن الخطأ.